# 7309 Shinkawakami
7309 Shinkawakami è un asteroide della fascia principale. Scoperto nel 1995, presenta un'orbita caratterizzata da un semiasse maggiore pari a 2,1861046 UA e da un'eccentricità di 0,1247454, inclinata di 4,89790° rispetto all'eclittica.